# 梅月洲
梅月洲（？—），男，中国杂技表演艺术家，一级演员，现任武汉杂技团团长，中国杂技家协会副主席，湖北省文学艺术界联合会副主席。